# 부정 선거
부정 선거(不正選擧, 영어: electoral fraud, election fraud, election manipulation, voter fraud, vote rigging)는 매표, 유권자의 투표 방해, 허위 유권자 등록, 불법적 대리 투표, 개표 결과 조작 등과 같이 정당하지 못한 수단과 방법으로 행해진 선거를 말한다.

## 사례
- 3·15 부정선거
- 6·8 부정선거
- 구로구청 부정선거 항의 점거농성 사건의 부정선거

## 의혹
- 대한민국 제21대 국회의원 선거 부정 선거 의혹
  - 개표 과정에서 투표용지는 접힌 자국이 있어야 하는데 이런 자국이 전혀 없는 빳빳한 투표용지 다발이 발견되었고 이에 대해 선관위는 접힌 후 원상태로 회복되는 특수재질을 사용해서 만든 투표용지라고 해명하여 이른바 형상기억종이 의혹 등 여려 의혹이 제기되었다.
- 대한민국 제21대 대통령 선거
  - 2025년 5월 29일 사전투표에서 서울 대치동 선거사무원의 대리 중복 투표가 적발되는 등 각종 부정선거 의혹이 제기되고 있다.

## 관련 다큐멘터리
- - 부정선거, 신의 작품인가

## 같이 보기
- 부정부패
- 관권선거
- 공직선거법
- 도미니언 보팅 시스템(영어판): 2020년 미국 대통령 선거 부정 선거 음모론에서 언급되는 회사다.